# CA - A Cancer Journal for Clinicians
CA: A Cancer Journal for Clinicians és una revista mèdica avaluada per experts cada dos anys publicada per la Societat Americana del Càncer per Wiley-Blackwell. La revista cobreix aspectes de la investigació del càncer en el diagnòstic, tractament, i prevenció.

## Resum i indexació
La revista s'abstreu i indexada a:
- CINAHL
- Current Contents/Clinical Medicine
- EMBASE
- MEDLINE
- ProQuest
- Science Citation Index
- Scopus
- VINITI

Segons la Journal Citation Reports, la revista té un factor d'impacte de 508.7 en el 2020, cosa que la situa en primer lloc de 211 revistes en la categoria "Oncologia". The journal has the highest impact factor of the 11,961 journals rated in the Science edition of the Journal Citation Reports.